# مقاطعة كالينينغراد
كالينينغراد أوبلاست هي إحدى الكيانات الفدرالية في روسيا. وتحوي المدن والقرى التالية: كالينينغراد، باغراشينوفسك، بالتييسك، تشيرنياخوفسك، غوريفسك، كالينينغراد أوبلاست، غوسيف، غفارديسك، كراسنوزنامينسك، لادوشكين، مامونوفو، نمان، نستروف، اوزايورسك، كالينينغراد أوبلاست، بيونيرسكي، بوليسك، برافدينسك، سلافسك، سوفتسك، كالينينغراد أوبلاست، سفتلوغورسك، سفتلي، زيلينوغرادسك.
تدخل المحافظة في الدائرة الشمالية الغربية. وتفصلها عن باقي الأراضي الروسية دول مستقلة. غير أنها ترتبط بروسيا بحراً. وتمتد من الغرب إلى الشرق على مسافة 205 كيلومترات. ويبلغ طولها الأقصى من الشمال إلى الجنوب 195 كيلومتراً. وتبلغ مساحتها 15.1 الف كيلومتر مربع، أو 13.3 كيلومتر مربع باستثناء خليجي كالينينغراد وكورشسك. ويساوي عدد سكانها 945 ألف نسمة. وتحدها بولندا من الجنوب وليتوانيا من الشمال والشرق. وتحيطها شمالا مياه بحر البلطيق.
بما أن المحافظة تقع في قلب أوروبا فإن مسافة قصيرة نسبيا تفصلها عن موانئ ومراكز تجارية أوروبية كثيرة، وبينها:
فيلنيوس (لتوانيا) - 350 كيلومتراً، ريغا (لاتفيا) - 390 كيلومتراً، وارسو (بولندا) – 400 كيلومتر، مينسك (بيلوروسيا) – 550 كيلومتراً، برلين (ألمانيا) – 600 كيلومتر، كوبنهاغن (دانمارك) – 680 كيلومتراً، أوسلو (النرويج) – 850 كيلومتراً.
وفي الوقت ذاته فإنها تبعد عن مدينة بسكوف وهي أقرب عاصمة لمحافظة روسية بمسافة 800 كيلومتر. كما تبعد عن أقرب ميناء روسي بمسافة 100 كيلومتر عبر البحر.
وبالرغم من أن المحافظة انضمت إلى روسيا منذ عام 1945 فقط، لم تطرح قضية انفصالها عن روسيا أو انضمامها إلى دول أخرى بعد تفكك الاتحاد السوفيتي. وهناك مشكلة وحيدة ظهرت لها بالارتباط مع انهيار الاتحاد السوفيتي هي كونها مفصولة عن باقي أجزاء اليابسة الروسية، وأضحت تعاني من مسألة ترانزيت السلع وتنقل المواطنين الروس منها وإليها.

## نبذة تاريخية
مداخل براندينبورغ في كالينينغراد كانت تقطن أراضي محافظة كالينينغراد الحالية قبائل «بروس» بصفتها أقوام قريبة من الليتوانيين واللاتفيين المعاصرين. وبدأ استيطان إقليم «بْروسيا» من قبل فرسان أخوية " تيوتون" الألمانية في عام 1226 بعد توقيع معاهدة فصل أراضي بْروسيا بين الأمير البولندي كوندرت مازوفيتسكي وجيرمن فون زالتس الزعيم الكبير لأخوية «تيوتون».
وكانت تجرى عملية الاستيطان تحت شعار «حمل شعب بربري» على اعتناق الدين المسيحي. وكان بابا روما قد قارن حملة بْروسيا بالمسيرات الصليبية إلى الأرض المقدسة. وقد أسست في أراضي محافظة كالينينغراد الحالية في الماضي دولة الفرسان الصليبيين. وكانت تلك الدولة تخوض حروبا متواصلة مع بولندا ولتوانيا. وأدت الحملات العسكرية المستمرة إلى أزمة سياسية في بروسيا التي صارت تخضع لبولندا منذ النصف الثاني للقرن 15. وفي عام 1657 انضمت بْروسيا إلى دولة براندنبورغ – بروسيا متحررة من ارتباطها السياسي ببولندا.
وكانت بروسيا الشرقية ضمن الإمبراطورية الروسية في فترة ما بين عامي 1758 و 1762، وذلك طيلة حرب السنوات السبع الروسية- البروسية ووقعت مجددا ضمن روسيا بمرور أقل من 200 سنة.
والمركز الإداري لمحافظة كالينينغراد هو مدينة كالينينغراد، وتسميتها التاريخية هي كينسبيرغ. وتقع المدينة عند مصب نهر بريغولي في بحر البلطيق. ويبلغ عدد سكانها 423651 نسمة بحسب إحصائيات عام 2006.
وأسس كينسبيرغ فرسان أخوية تفتون كحصن في يناير/ كانون الثاني عام 1255. فمنذ القرن السادس عشر أضحت المدينة مركزا هاما للثقافة اللتوانية. وصدر هنا أول كتاب باللغة اللتوانية. وكان يسكن فيها رجال الثقافة اللتوانية البارزون. وولد في مدينة كينسبيرغ عام 1724 عمانوئيل كانت الفيلسوف العظيم مؤسس الفلسفة الألمانية الكلاسيكية ومؤلف كتاب «نقد العقل الخالص» الذي قضى هنا الجزء الأكبر من حياته ويقع قبره في كاتدرائية كينسبيرغ في وسط المدينة.
وافتتح في عام 1919 في مدينة كينسبيرغ مطار«ديواو» بصفته أول مطار في ألمانيا ومن أول المطارات في أوروبا والعالم. ونظمت في عام 1922 الحركة الجوية بين كينسبيرغ وريغا وموسكو.
وفي عام 1944 قبل انتهاء الحرب العالمية الثانية تعرضت المدينة للقصف الجوي البريطاني أثناء عملية «الانتقام»، حيث وجهت الضربات الرئيسية كالينينغراد 1939 و 1949 للطيران البريطاني نحو مركز كينسبيرغ، وقتل الكثير من السكان المدنيين واحترقت المدينة القديمة، ودمرت آثار تاريخية كثيرة فيها، بما في ذلك قلعتها الشهيرة. ثم سقطت المدينة بايدي القوات السوفيتية بعد فرض الحصار عليها واقتحامها لاحقا.
وأحيل القسم الشمالي من إقليم بروسيا الشرقية الألمانية مؤقتا إلى الإتحاد السوفيتي وذلك بموجب القرارات التي اتخذتها مؤتمر بوتسدام في صيف عام 1945 في ختام الحرب العالمية الثانية، وشارك فيه زعماء كل من الاتحاد السوفيتي والولايات المتحدة وبريطانيا. وبعد توقيع معاهدة الحدود تم الاعتراف بمحافظة كالينينغراد بكونها إقليم من أقاليم جمهورية روسيا الفيدرالية السوفيتية الاشتراكية ضمن الاتحاد السوفيتي.
السفينة - المتحف (فيتز)وغدت المحافظة في فترة ما بعد الحرب العالمية الثانية أكثر الأقاليم الروسية عسكرة. وكانت تتمركز هنا قيادة أسطول بحر البلطيق. وفي الفترة نفسها جرى استيطان المدينة من قبل مواطني الاتحاد السوفيتي بوتائر سريعة، وتمت إعادة إعمارها. غير أنها تحولت إلى مدينة شبه مغلقة أمام الزوار والسياح لوضعها الإستراتيجي الهام وكثرة القوات السوفيتية المرابطة فيها. أما بالنسبة للمواطنين الأجانب فكانت زيارتهم للمدينة محظورة تماما باستثناء زيارات صداقة نادرة جاءت غالبيتها من بولندا الاشتراكية المجاورة.
ولم تبدِ السلطات السوفيتية آنذاك أي اهتمام بتراث الثقافة الألمانية. ولم تجر أعمال إعادة البناء في المدينة القديمة. أما ما تبقى من القلعة فتمت تصفيتها في أواخر ستينات القرن الماضي بالرغم من احتجاجات المعماريين وعلماء التاريخ وسكان المدينة.
ووضعت التغيرات التي جرت في التسعينات بعد تفكك الاتحاد السوفيتي بداية للمرحلة الجديدة في تطور محافظة كالينينغراد. وتعتبر كالينينغراد مفتوحة منذ عام 1991 للتعاون الدولي مع البلدان الأجنبية وبالدرجة الأولى مع ألمانيا وبولندا في مجال الإستثمار والثقافة والتعليم.
وبعد تفكك الاتحاد السوفييتي شهدت المحافظة، شأنها شأن المناطق الروسية الأخرى، أزمة اقتصادية حادة طال أمدها بسبب الحالة الضعيفة للقطاع الإنتاجي فيها وبعد المحافظة عن المراكز الاقتصادية الروسية. وواجهت مدينة كالينينغراد مشاكل اجتماعية حادة. كما كثرت الجرائم فيها. وقد أسهم قانون المنطقة الاقتصادية الخاصة الفيدرالي المصادق عليه عام 1996 أسهم في تخفيف الأزمة الاقتصادية، غير أنه لم يتمكن من القضاء عليها.
ومنذ عام 1999 فقط يمكن الحديث عن بداية النهضة الاقتصادية في محافظة كالينينغراد بسبب نمو الإستقرار في روسيا ككل وزيادة الاستثمارات الأجنبية والوضع الجيوسياسي المميز للمنطقة. وقد تمت استعادة الإنتاج في أهم المؤسسات الصناعية للمحافظة.
ويزداد حجم السلع المشحونة بالسكة الحديد إلى كالينينغراد ومينائها البحري التجاري والسمكي. وتؤمن المجمعات النفطية الواقعة في مرسى القناة البحري للمدينة تصدير ما يزيد عن مليوني طن من النفط ومشتقاته سنويا.
ويعتبر الكهرمان أهم ثروة في المحافظة. وتطلق على محافظة كالينينغراد تسمية أقليم الكهرمان، إذ ان أراضيها تحتوي على نسبة تزيد عن 90 % من الموارد العالمية لهذا المعدن النفيس. ويبلغ إنتاج الكهرمان الخام السنوي في الوقت الحاضر عدة مئات من الأطنان. غير أن الجزء الطفيف منه فقط يستخدم في صناعة الحلى المحلية.
ويقع في المحافظة حقل النفط الصغير «كرافتسوفسكوي»، وذلك في الجرف القاري لبحر البلطيق. وقد تم في عام 2004 تشغيل القاعدة الثابتة المقاومة للجليد التي يجري من خلالها حفر آبار البترول في الحقل. وقد حصلت شركة «لوكويل – كالينينغراد مور نفط غاز» وهي متفرعة عن شركة «لوكويل» الروسية العملاقة، حصلت على ترخيص بالقيام بأعمال التنقيب في الحقل. غير إن إنتاجاً كهذا يثير أصداء غير مرغوبة لدى الرأي العام في محافظة كالينينغراد وفي الدولتين المجاورتين بولندا وليتوانيا، إذ أن القاعدة البحرية المستخرجة للنفط «دي – 6» تقع على بعد 22 كيلومتراً فقط عن محمية «كرشسكايا كوسا» المدرجة في قائمة التراث العالمي لمنظمة «اليونيسكو» الدولية، وتعتبر هذه القضية موضع جدل مستديم دائر بين منظمات البيئية من جهة ورجال الأعمال والمسؤولين من جهة أخرى. وتمتلك محافظة كالينينغراد موارد كبيرة من الملح والفحم. ويغطي الملح المستخرج حاجات المنطقة بالكامل، ويصدر أيضا إلى الخارج. أما الفحم بأنواعه فيستخدم لأغراض الصناعة ولسد حاجات الزراعة كأسمدة عضوية.
وتؤمن المحافظة حاجاتها في مواد البناء مثل الرمل والطين والرمال الثقيلة المحتوية على التيتانيوم والزركونيوم والمنغانيز الحديدي. وتمتلك المياه المعدنية الموجودة على عمق كبير نسبة عالية من المعادن، وتستخدم على نطاق واسع في الصناعة الغذائية ولأغراض حماية صحة السكان.

## التعاون مع أوروبا
لم تطرح ألمانيا مسألة استعادة مدينة كينسبيرغ، غير أنها لا تزال ترى هذه المدينة جزءا من تراثها الحضاري والثقافي. هذا وكان غيرهارد شرودر المستشار الألماني السابق قد أعلن حينها في إحدى القمم الدولية أن الألمان لا ينوون وضع نتائج الحرب العالمية الثانية موضع التشكيك. إلا أنه لا يمكن أن يمسحوا من ذاكرتهم اسم مدينة كينسبيرغ والتاريخ الألماني المرتبط بها. وقد اقترح فلاديمير بوتين بأن تتخلى كالينينغراد عن التجربة الشيوعية المشؤومة وتتحول إلى مدينة روسية- ألمانية في آن واحد من وجهة نظر التراث الحضاري.
وتعتبر كالينينغراد الحديثة بالنسبة إلى روسيا نافذة إلى أوروبا. غير أن وضعها الإستراتيجي المميز يخلق المزيد من المشاكل.
وصار سكان محافظة كالينينغراد بعد انضمام بولندا ولتوانيا إلى الاتحاد الأوروبي عام 2004 يواجهون مصاعب عند مرورهم بالحدود البرية لهاتين الدولتين والسفر إلى أراضي روسيا الأخرى. وتعتبر مشكلة منح تأشيرات الدخول لسكان كالينينغراد من أهم القضايا في العلاقات بين روسيا والاتحاد الأوروبي.
وتقوم وزارة الخارجية الروسية الآن بإعداد مقترحات بحل هذه المشكلة. والجدير بالذكر أن سكان محافظة كالينينغراد كانوا يحظون سابقا بنظام امتيازي أثناء زياراتهم للدول المجاورة. وكانت بولندا ولتوانيا تمنحهم تأشيرات الدخول مجانا. وفي صيف عام 2007 سرى مفعول اتفاقية تسهيل النظام المتبادل في منح تأشيرات الدخول المعقودة بين روسيا والاتحاد الأوروبي، مما حرم سكان المنطقة من الحصول على تأشيرات الدخول المجانية. وتؤيد بولندا وليتوانيا فكرة «التنقل الحدودي المحدود» أي السماح بزيارات متبادلة من كلا الطرفين في المنطقة التي عمقها 30 – 50 كيلومتر المتاخمة للحدود عن طريق منح ترخيص خاص، الأمر الذي يمكّن مواطني ليتوانيا وبولندا من زيارة كالينينغراد الروسية. وفي الوقت ذاته يرفض هذان البلدان الموافقة على مقترح روسيا بإدراج مدينتي غدانسك البولندية وكلايبيدا اللتوانية إلى قائمة المدن التي يمكن زيارتها بدون تأشيرة الدخول.
وتنوي وزارة الخارجية الروسية أن تقترح على الأوروبيين منح تأشيرات الدخول ذات المفعول المحدود. علماً بأن بنود اتفاقية منطقة شنغين تسمح بمنح تأشيرة دخول يسري مفعولها لا في جميع دول منطقة شنغين بل في دولتين مثلا أو عدد معين من الدول. ولا يجوز دخول بقية الدول بوجود تأشيرة كهذه. وفضلا عن ذلك تقترح وزارة الخارجية الروسية تعديل الإتفاقية بين روسيا والاتحاد الأوروبي والعودة إلى تطبيق بنود الاتفاقيتين الروسية- البولندية والروسية -اللتوانية فيما يتعلق بمحافظة كالينينغراد والسفر المتبادل. وثمة مقترحات أخرى.

## معلومات ديموغرافية
مواصفات المحافظة الديموغرافية لها تاريخ طويل ومعقّد، بما في ذلك في فترة ما بعد انضمامها إلى جمهورية روسيا الفيدرالية السوفيتية الاشتراكية في عام 1945. وكانت قد أثرت عليها عمليات الهجرة النشيطة.
ويشكل السلافيون الشرقيون أساسا لسكان المحافظة المعاصرين وضمنهم بالدرجة الأولى المهاجرون الروس الذين وصلوا إلى هنا في النصف الثاني للقرن العشرين. وتعتبر اللغة الروسية لغة رسمية وسائدة في المحافظة.
وفق إحصائيات عام 2010, التركيب السكاني العرقي لباشقورتوستان كان:
- روس - 772,534 (%86.4)
- أوكرانيون - 32,771 (%3.7)
- بيلاروس - 32,497 (%3.6)
- لتوانيون - 9,769 (%1.1)
- أرمن - 9,226 (%1.0)
- ألمان - 7,349 (%0.8)
- تتار - 4,534 (%0.5)
- أذر - 3,282 (%0.4)
- بولنديون - 2,788 (%0.3)

## معرض صور

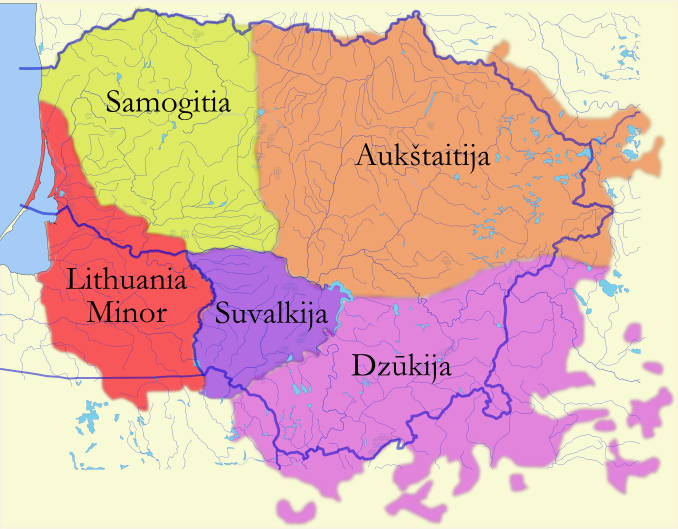
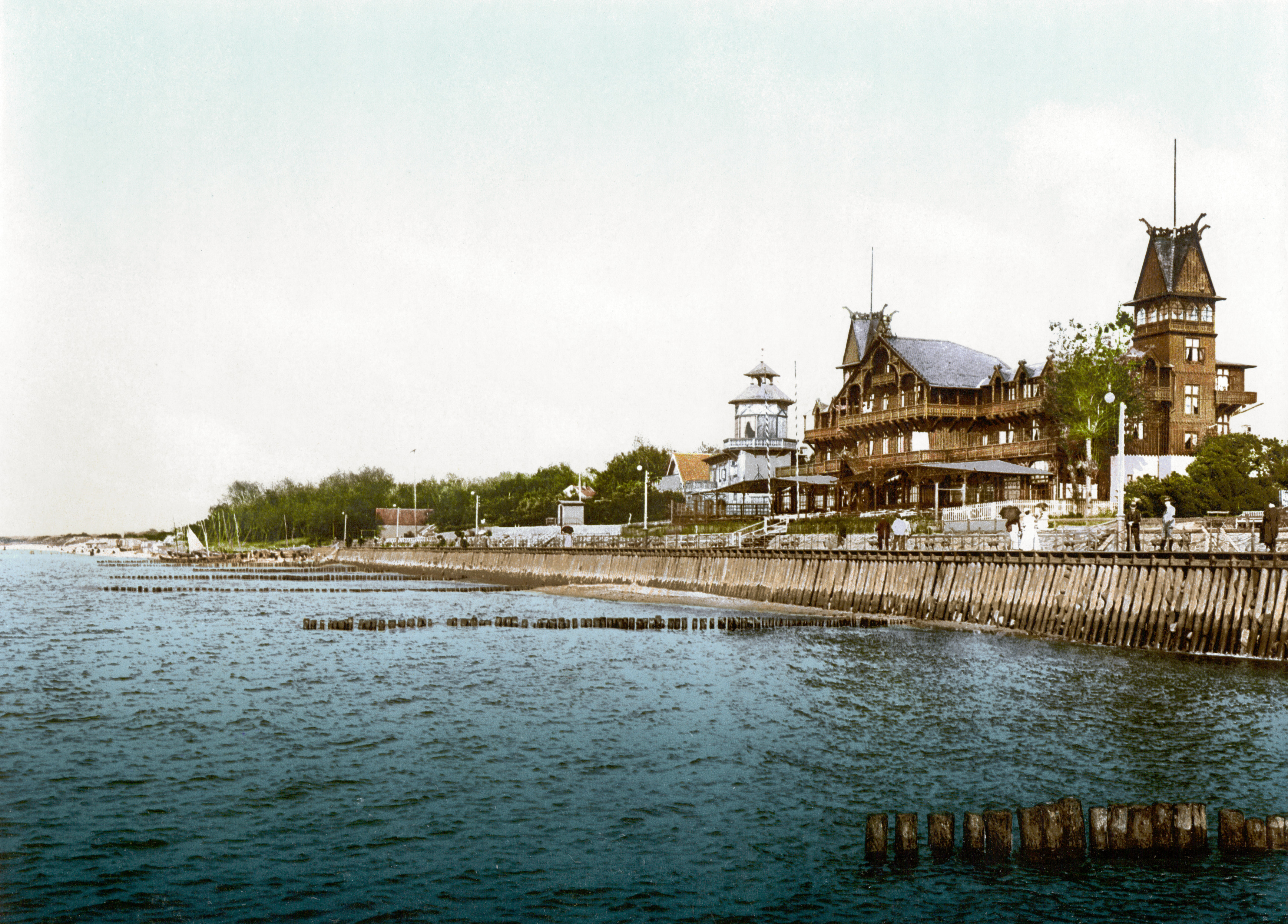
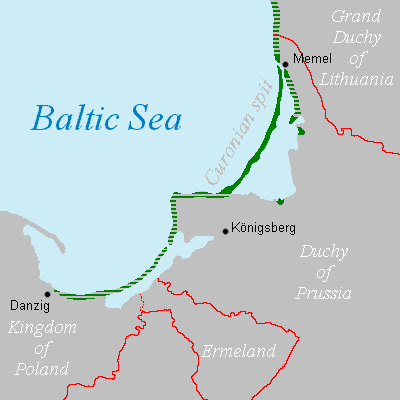